# Ісмаїл Картал
Ісмаїл Картал (тур. İsmail Kartal, нар. 15 червня 1961, Стамбул) — турецький футболіст, що грав на позиції захисника. По завершенні ігрової кар'єри — тренер. З 2023 року очолює тренерський штаб команди «Фенербахче».
Виступав, зокрема, за клуб «Фенербахче», а також національну збірну Туреччини.

## Клубна кар'єра
Розпочинав свою кар'єру футболіста в клубі «Сариєр». У 1982 році він перейшов у «Газіантепспор», де провів два сезони, взявши участь у 59 матчах чемпіонату.
У 1983 році Картал став гравцем «Фенербахче», одного з провідних турецьких клубів, за який виступав наступні 10 років. Разом зі стамбульським клубом він двічі ставав чемпіоном Туреччини (в сезонах 1984/85 і 1988/89).
У 1993 році Ісмаїл перебрався в «Денізліспор», де регулярно став забивати голи. У 1994 році новою командою Картала став «Аданаспор», де він в тому ж році і завершив свою кар'єру професійного футболіста.

## Виступи за збірні
Протягом 1982—1984 років залучався до складу молодіжної збірної Туреччини. На молодіжному рівні зіграв у 3 офіційних матчах, забив 1 гол.
1982 року дебютував в офіційних матчах у складі національної збірної Туреччини. Протягом кар'єри у національній команді, яка тривала 4 роки, провів у формі головної команди країни 6 матчів.

## Кар'єра тренера
Розпочав тренерську кар'єру невдовзі по завершенні кар'єри гравця, 1996 року як тренер молодіжної команди клубу «Фенербахче», де пропрацював з 1996 по 1997 рік. У 1997 році він став помічником головного тренера вже основної команди «Фенербахче», пропрацювавши там ще два роки.
У 2000 році Картал очолив «Карабюкспор», але з 2003 року він знову став працювати з молодіжною командою «Фенербахче».
У 2004 році Картал став головним тренером клубу Першої ліги Туреччини «Сівасспор», який під його керівництвом виграв Першу лігу в сезоні 2004/05 і вперше у своїй історії вийшов у вищу турецьку лігу. Далі, з 2005 по 2007 рік, Картал очолював клуб «Мардінспор». У 2006 році він тимчасово очолював команду «Алтай» з Ізміра.
З 2007 по 2008 роки він працював головним тренером у клубі «Малатьяспор», звідки перейшов в «Ордуспор». Період з 2008 по 2010 рік Картал провів на посаді наставника команди «Конья Анадолу Селчукспор». 
У 2010 році він повернувся в «Фенербахче», де до 2014 року працював помічником головного тренера. Після чого він уже очолив стамбульський клуб і став володарем Суперкубка Туреччини 2014 року, в якому «Фенербахче» переграв «Галатасарай» у серії післяматчевих пенальті. Наприкінці сезону 2014/15 років Картал офіційно оголосив про свою відставку з посади головного тренера «Фенербахче», хоча було заздалегідь зрозуміло, що він не буде менеджером у наступному сезоні.
З літа 2017 року очолює тренерський штаб команди «Анкарагюджю».

## Титули і досягнення

### Як гравця
- Чемпіон Туреччини (2):

«Фенербахче»: 1984–85, 1988–89
- Володар Суперкубка Туреччини (3):

«Фенербахче»: 1984, 1985, 1990

### Як тренера
- Володар Суперкубка Туреччини (1):

«Фенербахче»: 2014

## Статистика виступів

### Статистика виступів за збірну
| Дата       | Місто   | Господарі | Результат | Гості     | Турнір            | Голи | Примітки |
| ---------- | ------- | --------- | --------- | --------- | ----------------- | ---- | -------- |
| 22-09-1982 | Дьєр    | Угорщина  | 5 – 0     | Туреччина | товариський матч  | -    |          |
| 26-09-1984 | Слупськ | Польща    | 2 – 0     | Туреччина | товариський матч  | -    |          |
| 16-10-1984 | Стамбул | Туреччина | 0 – 0     | Болгарія  | товариський матч  | -    |          |
| 31-10-1984 | Анталья | Туреччина | 1 – 2     | Фінляндія | Відбір до ЧС 1986 | -    |          |
| 14-11-1984 | Стамбул | Туреччина | 0 – 8     | Англія    | Відбір до ЧС 1986 | -    |          |
| 13-11-1985 | Ізмір   | Туреччина | 1 – 3     | Румунія   | Відбір до ЧС 1986 | -    | 61'      |
| Усього     |         | Матчів    | 6         |           | Голів             | 0    |          |